# Weigela decora
Weigela decora är en tvåhjärtbladig växtart som först beskrevs av Takenoshin Nakai, och fick sitt nu gällande namn av Takenoshin Nakai. Weigela decora ingår i släktet prakttryar, och familjen Diervillaceae. Utöver nominatformen finns också underarten W. d. amagiensis.